# 石川県道135号輪島停車場線
石川県道135号輪島停車場線（いしかわけんどう135ごう わじまていしゃじょうせん）は、石川県輪島市にあった一般県道（石川県道）である。2008年（平成20年）10月28日に廃止となった。
以下、廃止時点の内容を記す。

## 概要
起点は、のと鉄道旧輪島駅跡である道の駅輪島「ふらっと訪夢」前。東へ進むと、終点の輪島駅前交差点で石川県道1号七尾輪島線に突き当たる。実延長0.030 km（=30m）で石川県道で最も短い県道だった。

### 路線データ
- 起点：石川県輪島市河井町（＝道の駅輪島「ふらっと訪夢」前）
- 終点：石川県輪島市河井町（＝輪島駅前交差点・石川県道1号七尾輪島線交点）

## 歴史
- 1960年（昭和35年）10月15日 認定
- 2008年（平成20年）10月28日 廃止

## 地理

### 交差する道路
- 石川県道1号七尾輪島線（石川県輪島市河井町・輪島駅前交差点：終点）